# Gumley
Gumley è un villaggio e parrocchia civile dell'Inghilterra, appartenente alla contea del Leicestershire.